# Krupîcipole, Icinea
Krupîcipole (în ucraineană Крупичполе) este localitatea de reședință a comunei Krupîcipole din raionul Icinea, regiunea Cernihiv, Ucraina.

## Demografie
Componența lingvistică a localității Krupîcipole
     Ucraineană (98,59%)
     Rusă (1,02%)
Conform recensământului din 2001, majoritatea populației localității Krupîcipole era vorbitoare de ucraineană (98,59%), existând în minoritate și vorbitori de rusă (1,02%).